# Wereldkampioenschap voetbal vrouwen 2027 (kwalificatie UEFA)
De UEFA kwalificatiewedstrijden voor het wereldkampioenschap voetbal vrouwen 2027 worden tussen februari en december 2026 gespeeld. Aan dit toernooi doen 53 landen mee, waarvan elf of twaalf landen zich kunnen kwalificeren voor het eindtoernooi in Brazilië. Tevens worden de resultaten in dit kwalificatietoernooi ook gebruikt voor de indeling van de UEFA Women's Nations League 2027.

## Opzet
Op 24 september 2024 keurde de UEFA de voorlopige regelementen en wedstrijdschema's goed. Nadat de FIFA de kwalificatieplaatsen officieel 
had bevestigd, werden de regelementen door de UEFA vastgesteld. Het kwalificatietoernooi werd daarmee in twee delen opgedeeld:
- Groepsfase: Alle 53 landen worden over drie divisies (A, B en C) verdeeld, op basis van de eindrangschikking van de UEFA Women's Nations League 2025.
  - Divisie A bestaat uit de landen die gerangschikt zijn tussen 1 en 16 en worden verdeeld over vier groepen van vier landen.
  - Divisie B bestaat uit de landen die gerangschikt zijn tussen 17 en 32 en worden verdeeld over vier groepen van vier landen.
  - Divisie C bestaat uit de landen die gerangschikt zijn tussen 33 en 53 en worden verdeeld over drie groepen van vier landen en drie groepen van drie landen. De aantallen en groottes van deze groepen zijn afhankelijk van welke landen zich kwalificeren.

Alle landen spelen in de groepsfase thuis- en uitwedstrijden tegen elkaar. De vier groepswinnaars van divisie A plaatsen zich direct voor het eindtoernooi. In de play-offs worden de overige zeven beschikbare plaatsen verdeeld, terwijl één land zich voor de intercontinentale play-offs plaatst.
- Play-offs: De play-offs worden over twee rondes verdeeld, waarin de deelnemende landen thuis- en uitwedstrijden spelen tegen elkaar.
  - Eerste ronde: De eerste ronde wordt opgesplitst in twee paden;
    - Pad 1 bestaat uit de nummers twee en drie van divisie A die het opnemen tegen de nummers één en twee uit divisie C. Hierbij krijgen de landen uit divisie A een geplaatste status en spelen zij de tweede wedstrijd thuis.
    - Pad 2 bestaat uit de nummers vier uit divisie A en de groepswinnaars uit divisie B, die het opnemen tegen de nummers twee en drie uit divisie B. De nummers vier uit divisie A en de groepswinnaars uit divisie B krijgen een geplaatste status en spelen de tweede wedstrijd thuis.
    - De winnaars van pad 1 en 2 gaan door naar de tweede ronde.

  - Tweede ronde: De winnaars van pad 1 uit de eerste ronde nemen het op tegen de winnaars van pad 2. Hierbij krijgen de winnaars van pad 1 een geplaatste status en spelen zij de tweede wedstrijd thuis.

### Beslissingscriteria
Wanneer er twee of meerdere teams in een groep na afloop van de groepsfase hetzelfde aantal punten hebben, wordt naar onderstaande criteria gekeken:
1. Het aantal behaalde punten in de onderlinge wedstrijden tussen de gelijke teams;
2. Het doelsaldo in onderlinge wedstrijden gespeeld tussen de gelijke teams;
3. Het aantal gescoorde doelpunten in de onderlinge wedstrijden tussen de gelijke teams;
4. Indien er na toepassing van criteria a tot c er nog steeds geen onderling verschil is, worden criteria a tot c uitsluitend opnieuw toegepast op de wedstrijden tussen de teams in kwestie om hun definitieve rangschikking te bepalen. Wanneer er dan nog steeds geen verschil is, wordt gekeken naar criteria e tot g:
5. Het doelsaldo in alle groepswedstrijden;
6. Het aantal doelpunten in alle groepswedstrijden;
7. Het aantal uitdoelpunten in alle groepswedstrijden;
8. Het aantal overwinningen in alle groepswedstrijden;
9. Het aantal uitoverwinningen in alle groepswedstrijden;
10. Lager disciplinair puntentotaal in alle groepswedstrijden (1 punt voor een gele kaart, 3 punten voor een rode kaart als gevolg van twee gele kaarten, 3 punten voor een directe rode kaart, 4 punten voor een gele kaart gevolgd door een directe rode kaart).
11. Positie in de eindrangschikking van de UEFA Women's Nations League 2025.

## Speelschema
Het speelschema ziet er als volgt uit:
| Ronde      | Speelronde      | (Speel)data                   |
| ---------- | --------------- | ----------------------------- |
| Groepsfase | Loting          | 4 november 2025               |
| Groepsfase | Speeldag 1 en 2 | 26 februari – 7 maart 2026    |
| Groepsfase | Speeldag 3 en 4 | 9–18 april 2026               |
| Groepsfase | Speeldag 5 en 6 | 3–9 juni 2026                 |
| Play-offs  | Loting          | 22 juni 2026                  |
| Play-offs  | Ronde 1         | 7–13 oktober 2026             |
| Play-offs  | Loting ronde 2  | 16 oktober 2026               |
| Play-offs  | Ronde 2         | 26 november – 5 december 2026 |

1. 1 2 3  Datum moet nog bevestigd worden
2. ↑  Indien nodig bij wedstrijden die om politieke redenen niet mogelijk zijn

## Deelnemende landen
Voor het kwalificatietoernooi kwamen 53 landen in aanmerking om zich in te schrijven voor deelname. San Marino heeft geen eigen nationaal vrouwenelftal en Rusland werd op 28 februari 2022 door de UEFA en FIFA voor onbepaalde tijd geschorst wegens de invasie van Oekraïne, waarmee ze ook niet door de UEFA werden opgenomen in de lijst van deelnemende landen.

## Divisie A

### Groep 1
| Pos | Team | Wed | W | G | V | Ptn | DV | DT | +/− | Kwalificatie of degradatie                                  |  | A1A    | A1B    | A1C    | A1D    |
| --- | ---- | --- | - | - | - | --- | -- | -- | --- | ----------------------------------------------------------- |  | ------ | ------ | ------ | ------ |
| 1   | A1A  | 0   | 0 | 0 | 0 | 0   | 0  | 0  | 0   | Gekwalificeerd voor het eindtoernooi                        |  |        | N.t.b. | N.t.b. | N.t.b. |
| 2   | A1B  | 0   | 0 | 0 | 0 | 0   | 0  | 0  | 0   | Kwalificatie voor de play-offs                              |  | N.t.b. |        | N.t.b. | N.t.b. |
| 3   | A1C  | 0   | 0 | 0 | 0 | 0   | 0  | 0  | 0   | Kwalificatie voor de play-offs                              |  | N.t.b. | N.t.b. |        | N.t.b. |
| 4   | A1D  | 0   | 0 | 0 | 0 | 0   | 0  | 0  | 0   | Kwalificatie voor de play-offs en degradatie naar divisie B |  | N.t.b. | N.t.b. | N.t.b. |        |

### Groep 2
| Pos | Team | Wed | W | G | V | Ptn | DV | DT | +/− | Kwalificatie of degradatie                                  |  | A2A    | A2B    | A2C    | A2D    |
| --- | ---- | --- | - | - | - | --- | -- | -- | --- | ----------------------------------------------------------- |  | ------ | ------ | ------ | ------ |
| 1   | A2A  | 0   | 0 | 0 | 0 | 0   | 0  | 0  | 0   | Gekwalificeerd voor het eindtoernooi                        |  |        | N.t.b. | N.t.b. | N.t.b. |
| 2   | A2B  | 0   | 0 | 0 | 0 | 0   | 0  | 0  | 0   | Kwalificatie voor de play-offs                              |  | N.t.b. |        | N.t.b. | N.t.b. |
| 3   | A2C  | 0   | 0 | 0 | 0 | 0   | 0  | 0  | 0   | Kwalificatie voor de play-offs                              |  | N.t.b. | N.t.b. |        | N.t.b. |
| 4   | A2D  | 0   | 0 | 0 | 0 | 0   | 0  | 0  | 0   | Kwalificatie voor de play-offs en degradatie naar divisie B |  | N.t.b. | N.t.b. | N.t.b. |        |

### Groep 3
| Pos | Team | Wed | W | G | V | Ptn | DV | DT | +/− | Kwalificatie of degradatie                                  |  | A3A    | A3B    | A3C    | A3D    |
| --- | ---- | --- | - | - | - | --- | -- | -- | --- | ----------------------------------------------------------- |  | ------ | ------ | ------ | ------ |
| 1   | A3A  | 0   | 0 | 0 | 0 | 0   | 0  | 0  | 0   | Gekwalificeerd voor het eindtoernooi                        |  |        | N.t.b. | N.t.b. | N.t.b. |
| 2   | A3B  | 0   | 0 | 0 | 0 | 0   | 0  | 0  | 0   | Kwalificatie voor de play-offs                              |  | N.t.b. |        | N.t.b. | N.t.b. |
| 3   | A3C  | 0   | 0 | 0 | 0 | 0   | 0  | 0  | 0   | Kwalificatie voor de play-offs                              |  | N.t.b. | N.t.b. |        | N.t.b. |
| 4   | A3D  | 0   | 0 | 0 | 0 | 0   | 0  | 0  | 0   | Kwalificatie voor de play-offs en degradatie naar divisie B |  | N.t.b. | N.t.b. | N.t.b. |        |

### Groep 4
| Pos | Team | Wed | W | G | V | Ptn | DV | DT | +/− | Kwalificatie of degradatie                                  |  | A4A    | A4B    | A4C    | A4D    |
| --- | ---- | --- | - | - | - | --- | -- | -- | --- | ----------------------------------------------------------- |  | ------ | ------ | ------ | ------ |
| 1   | A4A  | 0   | 0 | 0 | 0 | 0   | 0  | 0  | 0   | Gekwalificeerd voor het eindtoernooi                        |  |        | N.t.b. | N.t.b. | N.t.b. |
| 2   | A4B  | 0   | 0 | 0 | 0 | 0   | 0  | 0  | 0   | Kwalificatie voor de play-offs                              |  | N.t.b. |        | N.t.b. | N.t.b. |
| 3   | A4C  | 0   | 0 | 0 | 0 | 0   | 0  | 0  | 0   | Kwalificatie voor de play-offs                              |  | N.t.b. | N.t.b. |        | N.t.b. |
| 4   | A4D  | 0   | 0 | 0 | 0 | 0   | 0  | 0  | 0   | Kwalificatie voor de play-offs en degradatie naar divisie B |  | N.t.b. | N.t.b. | N.t.b. |        |

## Divisie B

### Groep 1
| Pos | Team | Wed | W | G | V | Ptn | DV | DT | +/− | Promotie, kwalificatie of degradatie                                  |  | B1A    | B1B    | B1C    | B1D    |
| --- | ---- | --- | - | - | - | --- | -- | -- | --- | --------------------------------------------------------------------- |  | ------ | ------ | ------ | ------ |
| 1   | B1A  | 0   | 0 | 0 | 0 | 0   | 0  | 0  | 0   | Kwalificatie voor de play-offs en promotie naar divisie A             |  |        | N.t.b. | N.t.b. | N.t.b. |
| 2   | B1B  | 0   | 0 | 0 | 0 | 0   | 0  | 0  | 0   | Kwalificatie voor de play-offs                                        |  | N.t.b. |        | N.t.b. | N.t.b. |
| 3   | B1C  | 0   | 0 | 0 | 0 | 0   | 0  | 0  | 0   | Kwalificatie voor de play-offs en mogelijke degradatie naar divisie C |  | N.t.b. | N.t.b. |        | N.t.b. |
| 4   | B1D  | 0   | 0 | 0 | 0 | 0   | 0  | 0  | 0   | Degradatie naar divisie C                                             |  | N.t.b. | N.t.b. | N.t.b. |        |

### Groep 2
| Pos | Team | Wed | W | G | V | Ptn | DV | DT | +/− | Promotie, kwalificatie of degradatie                                  |  | B2A    | B2B    | B2C    | B2D    |
| --- | ---- | --- | - | - | - | --- | -- | -- | --- | --------------------------------------------------------------------- |  | ------ | ------ | ------ | ------ |
| 1   | B2A  | 0   | 0 | 0 | 0 | 0   | 0  | 0  | 0   | Kwalificatie voor de play-offs en promotie naar divisie A             |  |        | N.t.b. | N.t.b. | N.t.b. |
| 2   | B2B  | 0   | 0 | 0 | 0 | 0   | 0  | 0  | 0   | Kwalificatie voor de play-offs                                        |  | N.t.b. |        | N.t.b. | N.t.b. |
| 3   | B2C  | 0   | 0 | 0 | 0 | 0   | 0  | 0  | 0   | Kwalificatie voor de play-offs en mogelijke degradatie naar divisie C |  | N.t.b. | N.t.b. |        | N.t.b. |
| 4   | B2D  | 0   | 0 | 0 | 0 | 0   | 0  | 0  | 0   | Degradatie naar divisie C                                             |  | N.t.b. | N.t.b. | N.t.b. |        |

### Groep 3
| Pos | Team | Wed | W | G | V | Ptn | DV | DT | +/− | Promotie, kwalificatie of degradatie                                  |  | B3A    | B3B    | B3C    | B3D    |
| --- | ---- | --- | - | - | - | --- | -- | -- | --- | --------------------------------------------------------------------- |  | ------ | ------ | ------ | ------ |
| 1   | B3A  | 0   | 0 | 0 | 0 | 0   | 0  | 0  | 0   | Kwalificatie voor de play-offs en promotie naar divisie A             |  |        | N.t.b. | N.t.b. | N.t.b. |
| 2   | B3B  | 0   | 0 | 0 | 0 | 0   | 0  | 0  | 0   | Kwalificatie voor de play-offs                                        |  | N.t.b. |        | N.t.b. | N.t.b. |
| 3   | B3C  | 0   | 0 | 0 | 0 | 0   | 0  | 0  | 0   | Kwalificatie voor de play-offs en mogelijke degradatie naar divisie C |  | N.t.b. | N.t.b. |        | N.t.b. |
| 4   | B3D  | 0   | 0 | 0 | 0 | 0   | 0  | 0  | 0   | Degradatie naar divisie C                                             |  | N.t.b. | N.t.b. | N.t.b. |        |

### Groep 4
| Pos | Team | Wed | W | G | V | Ptn | DV | DT | +/− | Promotie, kwalificatie of degradatie                                  |  | B4A    | B4B    | B4C    | B4D    |
| --- | ---- | --- | - | - | - | --- | -- | -- | --- | --------------------------------------------------------------------- |  | ------ | ------ | ------ | ------ |
| 1   | B4A  | 0   | 0 | 0 | 0 | 0   | 0  | 0  | 0   | Kwalificatie voor de play-offs en promotie naar divisie A             |  |        | N.t.b. | N.t.b. | N.t.b. |
| 2   | B4B  | 0   | 0 | 0 | 0 | 0   | 0  | 0  | 0   | Kwalificatie voor de play-offs                                        |  | N.t.b. |        | N.t.b. | N.t.b. |
| 3   | B4C  | 0   | 0 | 0 | 0 | 0   | 0  | 0  | 0   | Kwalificatie voor de play-offs en mogelijke degradatie naar divisie C |  | N.t.b. | N.t.b. |        | N.t.b. |
| 4   | B4D  | 0   | 0 | 0 | 0 | 0   | 0  | 0  | 0   | Degradatie naar divisie C                                             |  | N.t.b. | N.t.b. | N.t.b. |        |

### Stand nummers drie
| Pos | Grp | Team | Wed | W | G | V | Ptn | DV | DT | +/− | Degradatie                  |
| --- | --- | ---- | --- | - | - | - | --- | -- | -- | --- | --------------------------- |
| 1   | B1  | B1B  | 0   | 0 | 0 | 0 | 0   | 0  | 0  | 0   |                             |
| 2   | B2  | B2B  | 0   | 0 | 0 | 0 | 0   | 0  | 0  | 0   |                             |
| 3   | B3  | B3B  | 0   | 0 | 0 | 0 | 0   | 0  | 0  | 0   | Gedegradeerd naar divisie C |
| 4   | B4  | B4B  | 0   | 0 | 0 | 0 | 0   | 0  | 0  | 0   | Gedegradeerd naar divisie C |

## Divisie C

### Groep 1
| Pos | Team | Wed | W | G | V | Ptn | DV | DT | +/− | Promotie of kwalificatie                                  |        | C1A    | C1B    | C1C    | C1D    |
| --- | ---- | --- | - | - | - | --- | -- | -- | --- | --------------------------------------------------------- | ------ | ------ | ------ | ------ | ------ |
| 1   | C1A  | 0   | 0 | 0 | 0 | 0   | 0  | 0  | 0   | Kwalificatie voor de play-offs en promotie naar divisie B |        |        | N.t.b. | N.t.b. | N.t.b. |
| 2   | C1B  | 0   | 0 | 0 | 0 | 0   | 0  | 0  | 0   | Mogelijke kwalificatie voor de play-offs                  |        | N.t.b. |        | N.t.b. | N.t.b. |
| 3   | C1C  | 0   | 0 | 0 | 0 | 0   | 0  | 0  | 0   |                                                           |        | N.t.b. | N.t.b. |        | N.t.b. |
| 4   | C1D  | 0   | 0 | 0 | 0 | 0   | 0  | 0  | 0   |                                                           | N.t.b. | N.t.b. | N.t.b. |        |        |

### Groep 2
| Pos | Team | Wed | W | G | V | Ptn | DV | DT | +/− | Promotie of kwalificatie                                  |        | C2A    | C2B    | C2C    | C2D    |
| --- | ---- | --- | - | - | - | --- | -- | -- | --- | --------------------------------------------------------- | ------ | ------ | ------ | ------ | ------ |
| 1   | C2A  | 0   | 0 | 0 | 0 | 0   | 0  | 0  | 0   | Kwalificatie voor de play-offs en promotie naar divisie B |        |        | N.t.b. | N.t.b. | N.t.b. |
| 2   | C2B  | 0   | 0 | 0 | 0 | 0   | 0  | 0  | 0   | Mogelijke kwalificatie voor de play-offs                  |        | N.t.b. |        | N.t.b. | N.t.b. |
| 3   | C2C  | 0   | 0 | 0 | 0 | 0   | 0  | 0  | 0   |                                                           |        | N.t.b. | N.t.b. |        | N.t.b. |
| 4   | C2D  | 0   | 0 | 0 | 0 | 0   | 0  | 0  | 0   |                                                           | N.t.b. | N.t.b. | N.t.b. |        |        |

### Groep 3
| Pos | Team | Wed | W | G | V | Ptn | DV | DT | +/− | Promotie of kwalificatie                                  |        | C3A    | C3B    | C3C    | C3D    |
| --- | ---- | --- | - | - | - | --- | -- | -- | --- | --------------------------------------------------------- | ------ | ------ | ------ | ------ | ------ |
| 1   | C3A  | 0   | 0 | 0 | 0 | 0   | 0  | 0  | 0   | Kwalificatie voor de play-offs en promotie naar divisie B |        |        | N.t.b. | N.t.b. | N.t.b. |
| 2   | C3B  | 0   | 0 | 0 | 0 | 0   | 0  | 0  | 0   | Mogelijke kwalificatie voor de play-offs                  |        | N.t.b. |        | N.t.b. | N.t.b. |
| 3   | C3C  | 0   | 0 | 0 | 0 | 0   | 0  | 0  | 0   |                                                           |        | N.t.b. | N.t.b. |        | N.t.b. |
| 4   | C3D  | 0   | 0 | 0 | 0 | 0   | 0  | 0  | 0   |                                                           | N.t.b. | N.t.b. | N.t.b. |        |        |

### Groep 4
| Pos | Team | Wed | W | G | V | Ptn | DV | DT | +/− | Promotie of kwalificatie                                  |  | C4A    | C4B    | C4C    |
| --- | ---- | --- | - | - | - | --- | -- | -- | --- | --------------------------------------------------------- |  | ------ | ------ | ------ |
| 1   | C4A  | 0   | 0 | 0 | 0 | 0   | 0  | 0  | 0   | Kwalificatie voor de play-offs en promotie naar divisie B |  |        | N.t.b. | N.t.b. |
| 2   | C4B  | 0   | 0 | 0 | 0 | 0   | 0  | 0  | 0   | Mogelijke kwalificatie voor de play-offs                  |  | N.t.b. |        | N.t.b. |
| 3   | C4C  | 0   | 0 | 0 | 0 | 0   | 0  | 0  | 0   |                                                           |  | N.t.b. | N.t.b. |        |

### Groep 5
| Pos | Team | Wed | W | G | V | Ptn | DV | DT | +/− | Promotie of kwalificatie                                  |  | C5A    | C5B    | C5C    |
| --- | ---- | --- | - | - | - | --- | -- | -- | --- | --------------------------------------------------------- |  | ------ | ------ | ------ |
| 1   | C5A  | 0   | 0 | 0 | 0 | 0   | 0  | 0  | 0   | Kwalificatie voor de play-offs en promotie naar divisie B |  |        | N.t.b. | N.t.b. |
| 2   | C5B  | 0   | 0 | 0 | 0 | 0   | 0  | 0  | 0   | Mogelijke kwalificatie voor de play-offs                  |  | N.t.b. |        | N.t.b. |
| 3   | C5C  | 0   | 0 | 0 | 0 | 0   | 0  | 0  | 0   |                                                           |  | N.t.b. | N.t.b. |        |

### Groep 6
| Pos | Team | Wed | W | G | V | Ptn | DV | DT | +/− | Promotie of kwalificatie                                  |  | C6A    | C6B    | C6C    |
| --- | ---- | --- | - | - | - | --- | -- | -- | --- | --------------------------------------------------------- |  | ------ | ------ | ------ |
| 1   | C6A  | 0   | 0 | 0 | 0 | 0   | 0  | 0  | 0   | Kwalificatie voor de play-offs en promotie naar divisie B |  |        | N.t.b. | N.t.b. |
| 2   | C6B  | 0   | 0 | 0 | 0 | 0   | 0  | 0  | 0   | Mogelijke kwalificatie voor de play-offs                  |  | N.t.b. |        | N.t.b. |
| 3   | C6C  | 0   | 0 | 0 | 0 | 0   | 0  | 0  | 0   |                                                           |  | N.t.b. | N.t.b. |        |

### Stand nummers twee
| Pos | Grp | Team | Wed | W | G | V | Ptn | DV | DT | +/− | Kwalificatie                   |
| --- | --- | ---- | --- | - | - | - | --- | -- | -- | --- | ------------------------------ |
| 1   | C1  | C1B  | 0   | 0 | 0 | 0 | 0   | 0  | 0  | 0   | Kwalificatie voor de play-offs |
| 2   | C2  | C2B  | 0   | 0 | 0 | 0 | 0   | 0  | 0  | 0   | Kwalificatie voor de play-offs |
| 3   | C3  | C3B  | 0   | 0 | 0 | 0 | 0   | 0  | 0  | 0   |                                |
| 4   | C4  | C4B  | 0   | 0 | 0 | 0 | 0   | 0  | 0  | 0   |                                |
| 5   | C5  | C5B  | 0   | 0 | 0 | 0 | 0   | 0  | 0  | 0   |                                |
| 6   | C6  | C6B  | 0   | 0 | 0 | 0 | 0   | 0  | 0  | 0   |                                |

## Play-offs
De loting voor beide rondes van de play-offs staat gepland voor 22 juni 2026. De criteria voor de lotingen worden op een later moment bekend gemaakt. Indien landen die om politieke redenen niet tegen elkaar kunnen worden geloot elkaar in de tweede ronde kunnen treffen, vind er op 16 oktober 2026 een extra loting voor de tweede ronde plaats. De play-offs zullen tussen oktober en december 2026 worden gespeeld.